# Skuthandeln

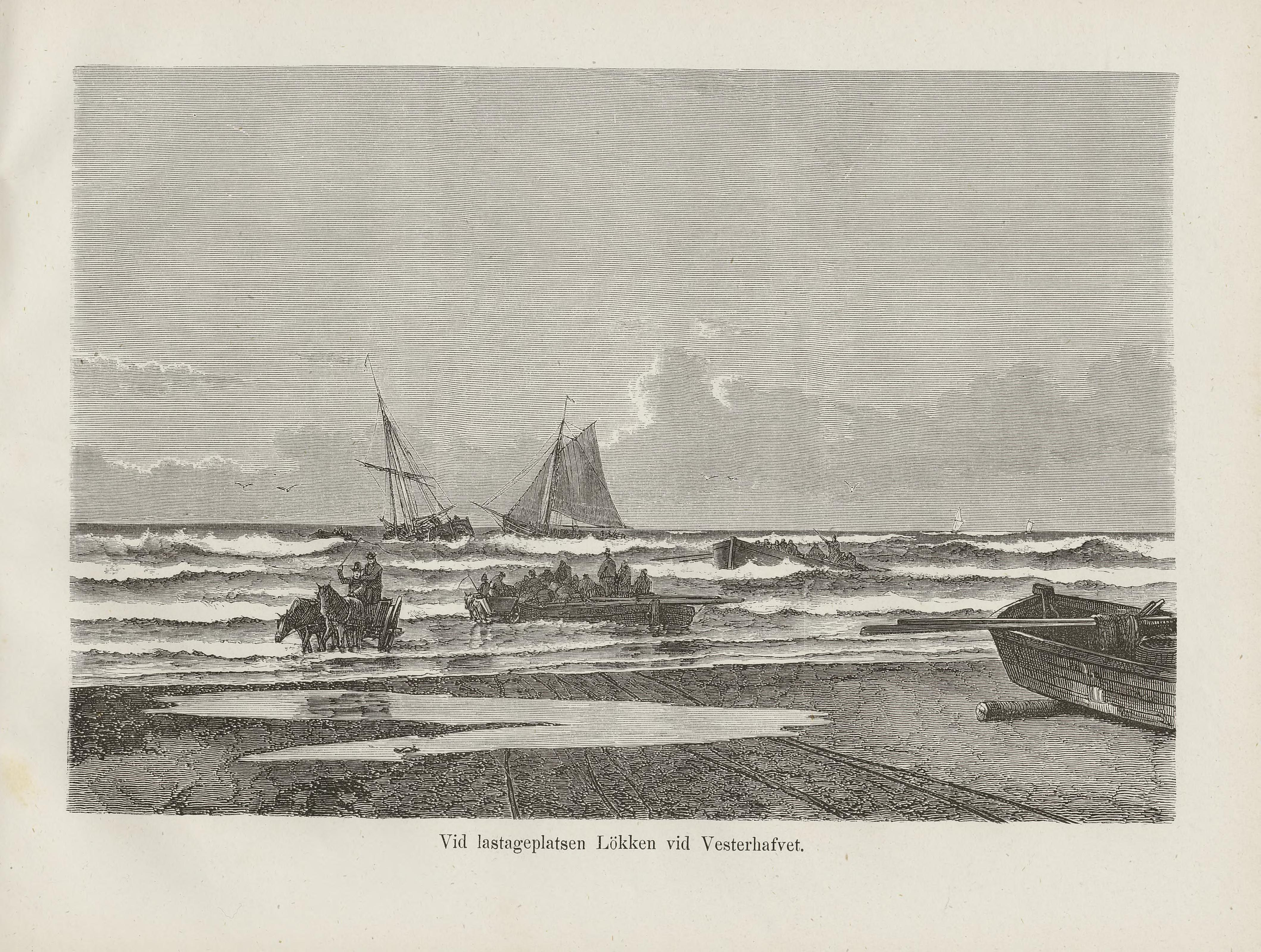
Sandskutor vid Løkken, illustration i bok utgiven 1873

Skuthandeln (danska: skudehandel, norska: skutehandel) var en handelsverksamhet som försiggick från 1600-talet till 1800-talets första hälft mellan Jyllands nordvästra kust och Vestlandet i södra Norge.
Handelsvaror från Jylland var framför allt säd, smör och andra livsmedel och från Norge trävaror och metall. Danmark och Norge var under huvuddelen av denna period förenade i en union, fram till 1814 då Norge i och med Freden i Kiel tvingades in i en personalunion med Sverige med en gemensam kung. Kortaste avståndet till den norska kusten, 110 kilometer, har Klitmøller. Andra jylländska tilläggsplatser ("ladesteder"" eller "ladepladser") var bland andra Blokhus, Lønstrup och Løkken. 
Skuthandeln upphörde i och med att järnvägar byggdes på Jylland, vilket medgav goda transportmöjligheter till exporthamnar med större fartyg. 
Det första belägget i skrift för skuthandeln är från 1665, då skuthandlarna i Klitmøller ansökte hos kungen att få fortsätta med den handel som skett sedan lång tid tillbaka. Skuthandeln försiggick utanför köpstäderna och kunde därför ske utan skatt och tull. Mot denna konkurrens på skilda villkor protesterade köpmännen i Thisted och vände sig till kungen, som hade intresse av att öka skatteintäkterna. Köpmän i Hjørring beklagade sig över skuthandeln i Løkken och Lønstrup, speciellt efter det att den så kallade "portkonsumtionen" införts i köpstäderna. 

## Sandskutor
Huvudartikel: Sandskuta
Skuthandeln mellan Jylland och Norge ledde till uppkomsten av en speciell lastfartygstyp för att passa Jyllands hamnlösa och farliga, långgrunda kuster. Båtarna måste kunna dras upp på land, där de jylländska båtarna också låg vintertid i brist på´egentliga hamnar. Fartygstypen, sandskutan, hämtade drag från den holländska flöjten: den var i  flatbottnad, men med en mindre köl för att klara överfarten över Nordsjön. Det är dock i detalj inte klarlagt hur den såg ut: inget fartyg finns bevarat och tidens avbildningar är få och inte helt klarläggande.
Sandskutorna byggdes i Thy i Jylland och i Norge.

## Museum
Vendsyssel Historiske Museum har bevarat ett packhus för skuthandel i Tornby Strand mellan Lökken och Hirtshals. I "Tornby Skudehandlerpakhus" finns en utställning om skuthandeln och om bärgningar utefter kusten.